# Masamitsu Yoshida
Masamitsu Yoshida (Ota, 30 mei 1904 – 29 oktober 2016) was een Japans supereeuweling.

## Levensloop
Yoshida werd geboren in Ota in Japan. Op 11 mei 2016 werd zijn leeftijdsclaim bevestigd. Hiermee werd hij de oudst levende man van Japan en de op een na oudste man ter wereld na Yisrael Kristal. Na zijn overlijden ging de vermelding van oudste Japanse man naar Masazo Nonaka (geboren op 25 juli 1905).